# N.O.V.A. 2: The Hero Raises Again
Near Orbit Vanguard Alliance 2: The Hero Rises Again (más conocido como N.O.V.A. 2) es la secuela del juego N.O.V.A.. 
Es un juego de ciencia ficción en primera persona en el que el jugador controla a Kal Wardin, un soldado retirado de las fuerzas especiales de N.O.V.A. encargadas de la defensa contra ataques extraterrestres.

## Sinopsis
El juego comienza con el comandante Kal Wardin peleando con la raza alienígena llamada Volterites en una nave espacial gigante.  Después procede a abrir una escotilla de emergencia y procede a lanzarse y caer en un planeta donde él es blanco de torretas autómatas y siendo perseguido por una tropa. Yelena, su amiga y su compañera IA logra contactarse con Kal, donde le comunica que su misión es sabotear una fábrica armamentística. Mientras Kal se dirige hacia la fábrica, Yelena le comunica que hay una alianza que quiere destruir la tierra y por ende, los Near Orbitals y su población (satélites artificiales en donde viven los humanos luego de la contaminación que dejó inhabitable la tierra). Luego de destruir la fábrica, Yelena es encontrada por la Alianza, dispuesta a eliminarla. El protagonista al saberlo, emprende una carrera contra el tiempo para evitar que destruyan a su amiga y compañera.

## Armas
- Pistola
- Rifle de Asalto
- Escopeta
- Lanzacohetes
- Lanzagranadas
- Escopeta Automática
- Ametralladora alienígena
- Ametralladora de plasma
- Rifle de Francotirador
- Granada
- Cañón de Riel Volterite

## Secuela
Este juego recibió una secuela 2 años después de su lanzamiento, no siendo tan exitoso como los otros juegos de la serie N.O.V.A.

## Niveles
1. Lanzamiento
2. Trail de destrucción
3. Flashback
4. Conducción
5. Bajo Presión
6. Hijo de la Victoria
7. Anillo del Apocalipsis
8. Dia de Paga
9. Sangre Fría
10. Alta Temperatura
11. Tormenta Paradisíaca
12. Infierno Inner

## Modo En línea
N.O.V.A. 2 admite varias modalidades de juego, luego de haberse registrado con una cuenta de Gameloft, el jugador puede participar de varias salas con distintos tipos de misiones (capturar la bandera, tomar el punto, deathmatch). A medida que el jugador aumenta la cantidad de frags, va avanzando de nivel así como también incrementa la cantidad de monedas que posee, que puede gastar en mejoras y objetos.